# Ralambo
Ralambo was een Merina-koning in de hooglanden van Madagaskar van omstreeks 1575 tot zijn dood in 1612. Vanuit zijn regeringszetel in Ambohidrabiby breidde hij het koninkrijk uit dat zijn vader Andriamanelo had gesticht en gaf het de naam Imerina: 'het land van waar men ver kan zien'.

## Vroege jaren
Ralambo werd geboren in de Rova van Alasora. Hij was de zoon van koningin Randapavola en koning Andriamanelo, de stichter van het Merina-koninkrijk. Ralambo was de enige van hun kinderen die de volwassen leeftijd bereikte.

### Legendes
De Malagassiërs kennen een populaire legende over de geboorte van Ralambo, die hem de status van een halfgod geeft. Volgens deze legende was Ralambo's moeder de dochter van Ivorombe ('Grote Vogel'), een watergodin van de Vazimba (de oorspronkelijke bewoners van de hooglanden van Madagaskar). Met de hulp van Ivorombe moest Randapavola (toen nog Ramaitsoanala geheten: 'Groen Bos') een groot aantal obstakels overwinnen. Zo verloor zij zes kinderen voordat zij volwassen werden. Ralambo was haar zevende kind, een getal dat traditioneel in verband werd gebracht met de dood. Daarom schakelde Randapavola de hulp in van een astroloog, die haar adviseerde om in Alasora te bevallen, in plaats van haar geboortedorp Ambohidrabiby. Hier werd Ralambo geboren op de eerste dag van het eerste jaar (Alahamady), de beste tijd voor een koninklijke geboorte.
Volgens een legende heette Ralambo eerst Rabiby, maar werd zijn naam veranderd toen hij een gewelddadig wild varken (Malagassisch: lambo) doodde. Een andere legende verhaalt dat een wild varken in het huis van Ralambo's moeder liep toen ze uitrustte van Ralambo's bevalling. Beide legendes lijken echter hun oorsprong te hebben uit Ralambo's regeringsperiode. Het is mogelijk dat Ralambo deze naam zelf heeft aangenomen en verwijst naar de consumptie van zeboevlees. In bepaalde dialecten betekent lambo namelijk zeboe.

## Vrouwen en nageslacht
Volgens de kronieken uit de Tantara ny Andriana eto Madagasikara, een 19e-eeuwse collectie van Merina-legendes, was Ralambo degene die de traditie van polygamie in zijn koninkrijk introduceerde. Ralambo was reeds getrouwd met Rafotsindrindra toen een knecht van hem de mooie prinses Rafotsimarobavina en vier metgezellinnen ontmoette, toen zij eten verzamelden in een vallei ten westen van Ambohidrabiby. Toen Ralambo hoorde van de schoonheid van Rafotsimarobavina, droeg hij zijn knecht op om haar een huwelijksaanzoek te doen namens hemzelf. Drie keer bracht de knecht de aanzoek over, maar de prinses bleef weigeren Ralambo te huwen als zij geen koningin gemaakt zou worden. Hierop liet Ralambo de prinses naar hem brengen en deed de aanzoek persoonlijk voor de vierde maal. Deze keer ging Rafotsimarobavina akkoord, op de voorwaarde dat haar ouders toestemming zouden geven voor het huwelijk. Ralambo ging akkoord en vroeg zelf toestemming aan zijn eerste vrouw, die ook akkoord ging. Na dit huwelijk trouwde Ralambo met nog twee vrouwen, Rafotsitohina en Ratsitohinina. Ralambo kreeg in totaal drie dochters en twaalf zoons.

## Regering
Ralambo's regeringsperiode werd gekenmerkt door een groot aantal politieke en culturele vernieuwingen, waardoor Ralambo een legendarische status heeft gekregen in Madagaskar. Ralambo verplaatste de hoofdstad van het koninkrijk van Alasora naar Ambohidrabiby, de voormalige Vazimba-hoofdstad. Hoewel er soms conflicten voorkwamen tussen de Merina en hun machtige Sakalava-buren bloeide er een florerende handel tussen beide volken. Op bevel van Ralambo werden in de hooglanden polders drooggelegd om er rijstvelden aan te leggen.

### Militaire successen
Ralambo vorderde hoofdgeld van zijn onderdanen en was zo in staat om een machtig leger samen te stellen. Hij rustte dit leger uit met vuurwapens die hij kocht van de kustbewoners van Madagaskar. Hiermee uitgerust slaagde het leger erin om het gehele centrale plateau van Madagaskar in te nemen en te verdedigen. Volgens een beroemde legende viel een groep vijandelijke soldaten het dorp Ambohibaoladina aan, maar werden zo bang van het horen van de geweerschoten, dat ze in de rivier de Ikopa renden en verdronken.
Een andere beroemde militaire overwinning was die op de Betsimisaraka. Aangezien dit volk traditioneel alleen 's nachts vocht, sliepen zij overdag in hun kamp. Toen Ralambo en zijn leger dit volk in Androkaroka aantrof, een plaats ten noorden van Alasora, konden zij hen makkelijk overwinnen. Een roemrijker legende verhaalt over de overwinning op een Vazimba-koning genaamd Andrianafovaratra, die beweerde macht te hebben over de donder. Hij werd door de afgezant Andriamandritany uitgenodigd om naar Ralambo te komen voor een wedstrijd. Toen Andrianafovaratra onderweg naar Ralambo was, stak Andriamandritany Imerinkasinina in brand, de toenmalige Vazimba-hoofdstad. Andrianafovaratra rende richting de brand, maar werd gevangengenomen door Ralambo's soldaten. De Vazimba-koning werd vervolgens verbannen naar de regenwouden in het oosten van Madagaskar.

### Vernieuwingen
Ralambo bracht de eerste verandering aan in het kastenstelsel van de Merina, die zijn vader had geïntroduceerd, en splitste de kaste van de andriana (aristocraten) in vier verschillende ranken. Ook introduceerde Ralambo de tradities van de besnijdenis en de huwelijken in de familiekring, zoals tussen ouder en stiefkind of tussen halfbroers en -zussen. Naar verluidt heeft ook de heiliging van overleden Merina-vorsten haar oorsprong bij Ralambo.

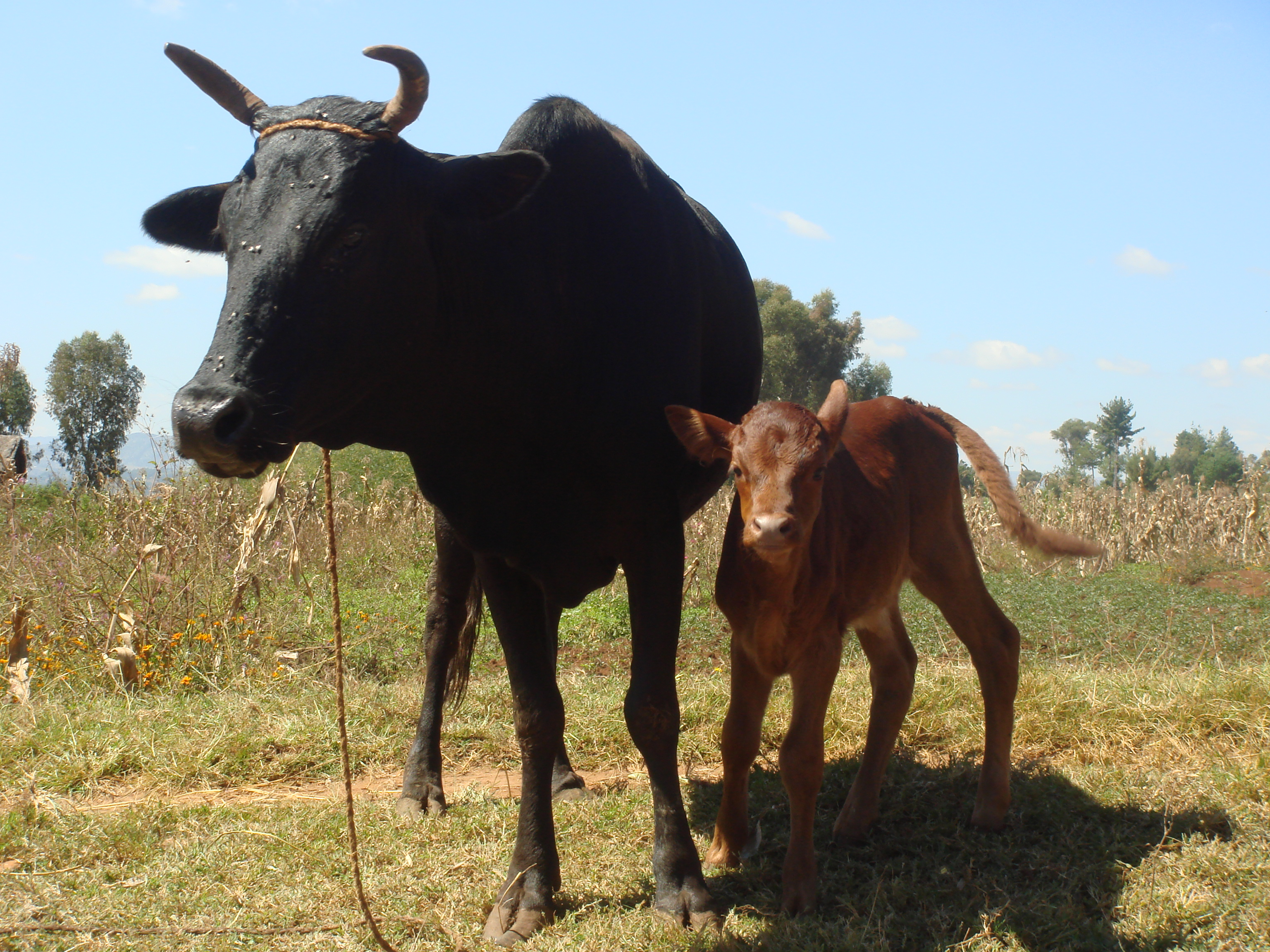
Volgens de legendes werden de zeboes in de hooglanden onder Ralambo's regering gedomesticeerd.

Volgens de Malagassische overleveringen was het Ralambo die het idee kreeg om de talrijke wilde zeboes te domesticeren die op de hooglanden graasden. Ralambo liet ze in stallen plaatsen die hij naar verluidt zelf ontworpen zou hebben. Het vlees van de zeboes viel bij de Merina zo in de smaak dat een speciale herdenkingsdag werd ingesteld om de ontdekking van de kwaliteit van dit vlees te vieren: de Fandroana. Naar verluidt werd dit feest op Ralambo's verjaardag gevierd, die samenviel met het Malagassische nieuwjaar.

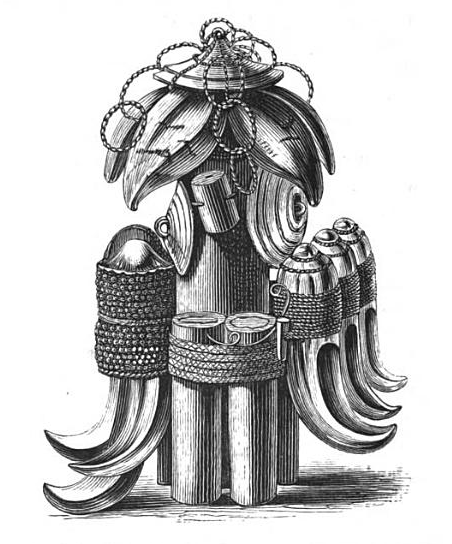
Mogelijk is dit een afbeelding van Ramahavaly, de sampy van de wraak.

### Sampy's
Amuletten gemaakt van natuurlijke materialen spelen al eeuwenlang een grote rol in het leven van de Malagassiërs. Een ody is een amulet die bescherming zou bieden aan een enkel persoon en kon in het bezit zijn door personen uit alle lage van de samenleving. Sampy's waren echter amuletten die bescherming zouden bieden over een gehele gemeenschap. Ralambo verhoogde de status van de sampy's: hij bestempelde hen als beschermers van zijn koninkrijk en vertegenwoordigers van de bovennatuurlijke macht van de monarch. Ralambo kwam in het bezit van twaalf sampy's uit omliggende gemeenschappen en kende aan hen de grootste macht toe. Hierdoor is het getal twaalf een geheiligd nummer geworden in de ogen van de Merina.
De Tantara ny Andriana eto Madagasikara bevat een groot aantal legende's over de twaalf sampy's van Ralambo. Zo wordt er verhaald hoe Kalobe, een Betsileo-vrouw, met een klein pakket naar Imerina liep nadat haar dorp Isondra door een brand verwoest was. Kalobe reisde alleen 's nachts wegens de waarde van het object. Toen zij Ralambo eindelijk ontmoette, overhandigde ze hem Kelimalaza, 'De Kleine Beroemde', volgens haar de belangrijkste sampy van het eiland. Ralambo bouwde een speciaal vertrek voor de sampy en wees een groep geleerden aan om tezamen met Kalobe de mysteriën van het amulet te bestuderen. Niet lang na deze gebeurtenis werd volgens de legende Ambohipeno, een dorp ten noorden van Alasora aangevallen door Sakalava-krijgers. Volgens Ralambo zou Kelimalaza hen beschermen indien een rot ei naar de krijgers zou worden gegooid. Een krijger kreeg dit ei tegen zijn hoofd en stierf. In zijn val raakte hij een andere krijger, die ook stierf en in zijn val weer een andere krijger raakte. Dit ging net zo lang door tot alle soldaten waren geveld. Verhalen als deze droegen bij aan de roem van Kelimalaza als beschermer van het koninkrijk.
Door de gegeven eer aan Kelimalaza en aan de schenker, Kalobe, kwamen diverse personen op het idee om sampy's uit hun koninkrijken aan Ralambo te schenken. De tweede sampy die Ralambo zo ontving was Ramahavaly, die naar verluidt slangen kon bezweren en aanvallen kon afslaan. Daarna kwam Ralambo in het bezit van Rafantaka, beschermer tegen ongelukken en dood, en Manjakatsiroa, die de monarch bescherming zou bieden tegen rivalen. Manjakatsiroa werd Ralambo's favoriet en hij droeg het amulet altijd bij hem. Andere sampy's volgden, totdat het getal twaalf vol was. Elf van de sampy's hadden hun eerste oorsprong bij de Antaimoro, een volk aan de oostkust van Madagaskar. Mogelijk was Mosasa een uitzondering en had deze sampy zijn oorsprong bij de Tanala, een volk dat leefde in regenwouden in het zuidoosten van het eiland.
Ralambo's zoon en troonopvolger Andrianjaka liet bepalen dat alleen de twaalf koninklijke sampy's, de sampin'andriana genoemd, werkelijke macht hadden over het koninkrijk; overige sampy's werden vernietigd of werden als ody bestempeld. De twaalf sampy's bleven hun status in het Koninkrijk Imerina houden tot de regering van koningin Ranavalona II. Zij bekeerde zich tot het christendom en liet de sampin'andriana verbranden.

## Overlijden en troonopvolging

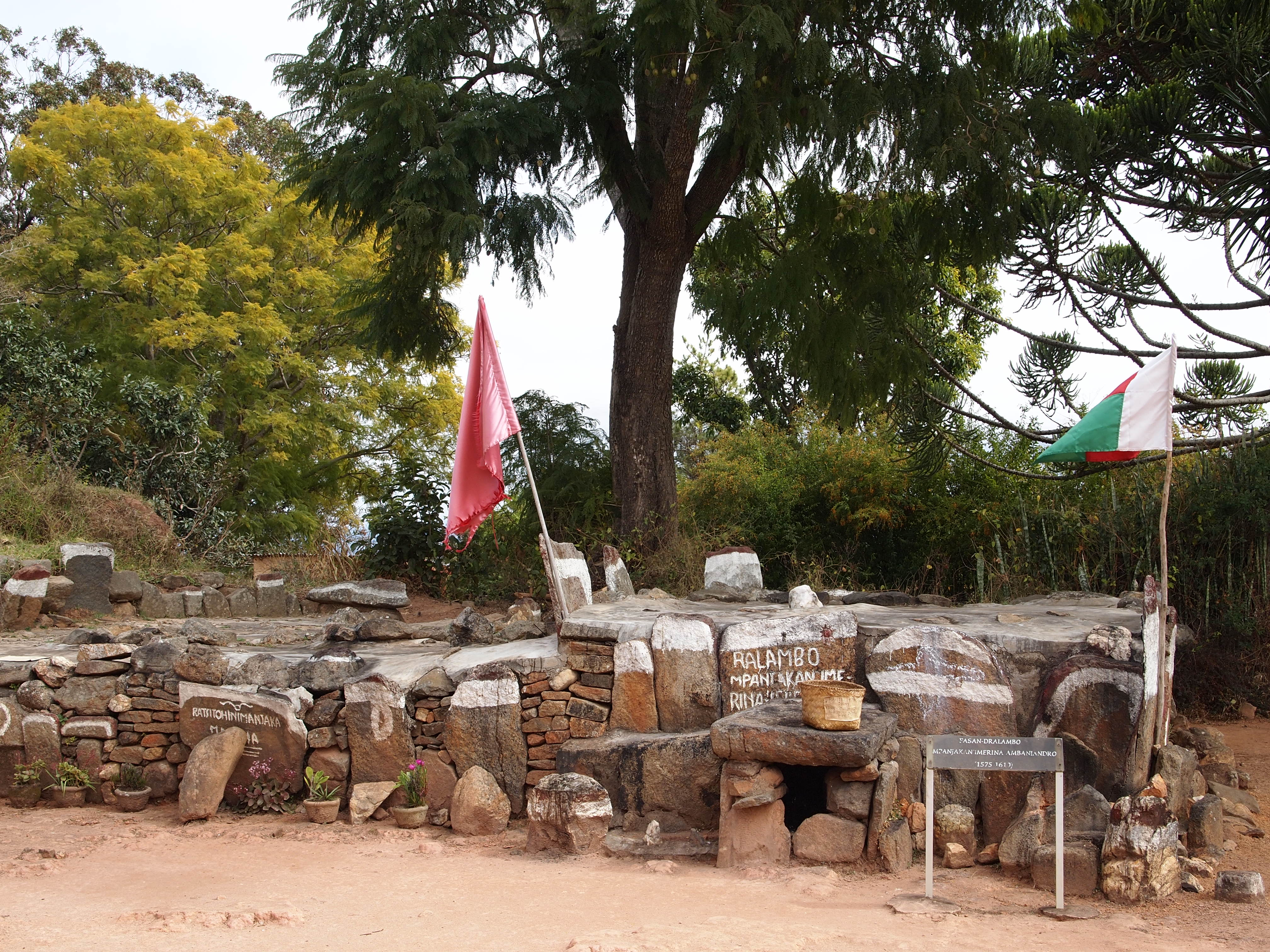
Graf van Ralambo in Ambohitrabiby

Vermoedelijk stierf Ralambo in het jaar 1612. Hij werd begraven in het graf van zijn grootvader, de Vazimba-koning Rabiby, gelegen in de Rova van Ambohidrabiby. Volgens een 19e-eeuwse bron bedroeg de rouwtijd een heel jaar, een gebruik dat vervolgens traditie werd bij de Merina. Ralambo had, in weerwil van de wetten van troonopvolging die Andriamanelo had gemaakt, Andrianjaka als zijn troonopvolger aangewezen, zijn tweede zoon die hij bij zijn tweede vrouw had verwekt.